# 帕尔施泰因塞
帕尔施泰因塞（德語：Parsteinsee）是德国勃兰登堡州的一个市镇，隶属于巴尔尼姆县。总面积为17.06平方千米，截至2020年总人口为561人。